# Đại học Huế
Đại học Huế (tiếng Anh: Hue University) là một trong ba hệ thống đại học vùng của Việt Nam, nằm trong nhóm đại học trọng điểm quốc gia, có trụ sở tại Huế, được đánh giá là một trong 10 trường/nhóm trường đại học tốt nhất tại Việt Nam, là một trụ cột trong hệ thống giáo dục bậc cao của Việt Nam.
Tiền thân của Đại học Huế là Viện Đại học Huế được thành lập năm 1957, là đại học đầu tiên và lâu đời nhất khu vực Miền Trung - Tây Nguyên. Có quy mô đào tạo và nghiên cứu khoa học lớn nhất Miền Trung và Tây Nguyên Việt Nam. Đang hoàn thành đề án Đại học Quốc gia Huế theo Nghị quyết số 54-NQ/TW ngày 10/12/2019 của Bộ chính trị.

## Lịch sử
Tháng 3 năm 1957 dưới thời Đệ Nhất Cộng hòa Tổng thống Ngô Đình Diệm ký sắc lệnh thành lập Viện Đại học Huế gồm 5 Trường đại học: Sư phạm, Văn khoa, Luật khoa, Hán học, và Khoa học. Trong niên khóa đầu có 358 sinh viên. đến năm 1960 thì sĩ số tăng lên 1431 sinh viên. Năm 1959 mở thêm chương trình dự bị y khoa.
Tháng 10 năm 1976 trên cơ sở các Trường đại học cũ, 3 trường đại học đã được thành lập ở Huế: Trường Đại học Sư phạm Huế, Trường Đại học Tổng hợp Huế (Hiện nay là Trường Đại học Khoa học Huế) và Trường Đại học Y khoa Huế. Năm 1983, ở Huế, Trường Đại học Nông Lâm Huế, nguyên là Trường Đại học Nông nghiệp II từ Hà Bắc chuyển vào. Tháng 4 năm 1994, theo nghị định 30/CP của chính phủ, Đại học Huế ra đời trên cơ sở sáp nhập trường Đại học Sư phạm Huế - trường Đại học Tổng hợp Huế - trường Đại học Y khoa Huế - trường Đại học Nông Lâm Huế - trường Đại học Nghệ thuật Huế, đánh dấu giai đoạn mới của sự phát triển giáo dục đại học ở Huế. Từ đó đến nay, số lượng sinh viên và ngành nghề đào tạo liên tục phát triển.
Đại học Huế đã được nhà nước Việt Nam tặng thưởng Huân chương Độc lập hạng Ba (1998), Huân chương Độc lập hạng Nhì (2002), Huân Chương Độc lập hạng Nhất (2012) và nhiều danh hiệu khác.
- Hiện nay Đại học Huế đang tái cấu trúc và hoàn chỉnh đề án chuyển thành Đại học Quốc gia Huế theo hướng tự chủ.

## Nhiệm vụ
- Đại học Huế phải tổ chức lại mô hình đào tạo cũng như quản lý của mình để sinh viên thuộc hệ thống đại học Đại học Huế ra trường không phải đi tìm và xin việc mà phải tự tạo công việc hay khởi nghiệp. Vì thế, Đại học Huế phải kết nối với các nhà tuyển dụng trong đào tạo.[8]
- Đầu năm 2018, Thủ tướng Nguyễn Xuân Phúc yêu cầu hệ thống Đại học Huế phải phấn đấu thành trường quốc gia và ngang tầm quốc tế. Chính phủ sẽ tiếp tục đầu tư vốn ODA thêm khoảng 100 triệu USD xây dựng đô thị đại học ở khu Trường Bia.[9]

## Chất lượng đào tạo

### Quy mô đào tạo
Hệ thống Đại học Huế là một trong năm trung tâm đại học lớn nhất và đứng thứ hai cả nước về quy mô đào tạo, sau hệ thống đại học quốc gia. Đại học Huế được thành lập cách đây 68 năm với 8 trường Đại học thành viên, gần 4000 giảng viên, nhân viên và đào đạo gần 90 nghìn sinh viên. Tính đa ngành, đa lĩnh vực trong đào tạo của Đại học Huế được đánh giá rõ nét nhất: 147 ngành đào tạo đại học, 102 chuyên ngành đào tạo thạc sĩ, 55 chuyên ngành đào tạo tiến sĩ, nhiều ngành đào tạo song ngữ Việt - Anh, 75 chuyên ngành đào tạo chuyên khoa cấp I, cấp II và bác sĩ nội trú với đầy đủ các lĩnh vực và nhóm ngành: sư phạm, y dược, nghệ thuật, nông-lâm-ngư, ngoại ngữ, kinh tế, luật, du lịch, khoa học tự nhiên, khoa học xã hội và nhân văn, luật, kỹ thuật công nghệ...
Hàng năm có trên 70.000 người dự thi vào Đại học Huế. Tuy nhiên, những năm gần đây một số ngành đào tạo truyền thống tuyển sinh không đủ chỉ tiêu như các ngành nông lâm, khoa học tự nhiên, khoa học xã hội và nhân văn, nghệ thuật...... Để khắc phục tình trạng tuyển sinh, trong năm 2020, Đại học Huế mở nhiều ngành học mới theo xu thế phát triển của xã hội về kỹ thuật, công nghệ cao, y sinh, kinh tế, ngoại giao, Logistics và Quản lý chuỗi cung ứng, Kinh tế quốc tế, Quan hệ quốc tế Khoa học dữ liệu và trí tuệ nhân tạo, Quản trị và phân tích dữ liệu, Hộ sinh, Quản trị du lịch và Công nghệ giải trí. Tái cấu trúc ngành nghề đáp ứng nhu cầu xã hội. Hiện nay, có gần 40.000 sinh viên hệ chính quy, khoảng 20.000 sinh viên hệ không chính quy và hàng chục ngàn sinh viên học theo hình thức đào tạo từ xa. Hàng năm có hơn 10.000 sinh viên hệ chính quy tốt nghiệp.

### Bảng xếp hạng đại học
Đại học Huế lần đầu tiên có tên trong bảng xếp hạng đại học thế giới của Times Higher Education năm 2023 với thứ hạng 1501+ Theo bảng xếp hạng khu vực của Quacquarelli Symonds (QS) năm 2023 thì Đại học Huế nằm trong nhóm 351 - 400 đại học tốt nhất châu Á và thứ 6 của Việt Nam. Ở bảng xếp hạng Scimago Institutions Rankings năm 2022, Đại học Huế xếp thứ 727 thế giới và 17 Việt Nam  Còn theo bảng xếp hạng Webometrics tháng 7 năm 2022, Đại học Huế đứng thứ 13 tại Việt Nam.
Nghiên cứu khoa học & Bài báo quốc tế
Liên tục trong các năm từ 2018 đến 2021, số lượng công bố quốc tế trên các tạp chí khoa học thuộc danh mục WoS Core Collection của Đại học Huế luôn xếp thứ 2 trong các cơ sở giáo dục đại học trực thuộc Bộ Giáo dục và Đào tạo.

## Nhân sự
Hiện nay, Đại học Huế có hơn 4000 giảng viên và nhân viên. Trong đó 3800 có biên chế và gần 1000 người có hợp đồng lao động; 3000 cán bộ giảng dạy, 328 giáo sư và phó giáo sư, 35 giáo sư danh dự nước ngoài, 900 tiến sĩ, 1.482 thạc sĩ, 1861 giảng viên cao cấp và giảng viên chính, và hơn 75 nhà giáo ưu tú và thầy thuốc ưu tú, 27 chuyên khoa 1,2. Đại học Huế có số lượng giáo sư, phó giáo sư và tiến sĩ hàng đầu khu vực Miền Trung - Tây Nguyên Việt Nam

## Lãnh đạo

### Hội đồng Đại học
Chủ tịch Hội đồng Đại học
- GS.TS. Trần Đăng Hòa

### Ban Giám đốc
Phó Giám đốc Phụ trách: TS. Bùi Văn Lợi
Phó Giám đốc:
- TS. Đỗ Thị Xuân Dung

### Đảng ủy
- Phó Bí thư Phụ trách Đảng ủy Đại học Huế: TS. Bùi Văn Lợi

## Các đơn vị thành viên

### Trường đại học thành viên
- Trường Đại học Sư phạm: tiền thân là Trường Đại học Sư phạm (1957) thuộc Viện Đại học Huế. Được Bộ giáo dục chọn là 1 trong 3 trường Đại học sư phạm trọng điểm Quốc gia.
- Trường Đại học Khoa học: tiền thân là Trường Đại học Khoa học và Trường Đại học Văn khoa (1957) thuộc Viện Đại học Huế. Trường chuyên nghiên cứu khoa học tự nhiên, khoa học xã hội và nhân văn.
- Trường Đại học Y Dược: tiền thân là Trường Đại học Y khoa (1961) thuộc Viện Đại học Huế và là trường y dược lớn nhất khu vực Miền trung Tây nguyên.
- Trường Đại học Nông Lâm: được thành lập và sáp nhập nhiều lần. Đến năm 1983 được đổi tên thành Đại học Nông Lâm Huế thuộc Viện Đại học Huế.
- Trường Đại học Nghệ thuật: Tiền thân là Trường Cao đẳng Mỹ thuật Huế (1957), Trường được thành lập cùng năm với Viện Đại học Huế và thuộc Viện Đại học Huế, là 1 trong số các trường Mỹ Thuật lâu đời ở Việt Nam.
- Trường Đại học Kinh tế: tiền thân là Khoa Kinh tế nông nghiệp, Đại học Nông nghiệp II Hà Bắc (1969)
- Trường Đại học Ngoại ngữ: Tiền thân là Ban ngoại ngữ thuộc Viện Đại học Huế (1957), ban đầu chỉ gồm 5 giảng viên tiếng Anh và 5 giảng viên tiếng Pháp
- Trường Đại học Luật: Tiền thân là Luật Khoa (1957) thuộc Viện Đại học Huế và Khoa Luật trực thuộc Đại học Huế[16]. Là một trong ba trường Đại học luật lớn nhất của Việt Nam.
- Trường Du lịch: Tiền thân là khoa du lịch thuộc Đại học Huế, chuyên đào tạo về du lịch, lữ hành, văn hóa, kinh tế du lịch. Trong thời gian tới trường sẽ nâng cấp và trở thành Trường Đại học Du lịch.

### Khoa trực thuộc Đại học Huế
Hiện tại, Đại học Huế có 3 khoa trực thuộc là:
- Khoa Kỹ thuật và Công nghệ - Đại học Huế: Khoa Kỹ thuật và Công nghệ - Đại học Huế (School of Engineering and Technology – Hue University), viết tắt là HUET, là một đơn vị thuộc Đại học Huế, được thành lập vào năm 2019. Trụ sở của Khoa Kỹ thuật và Công nghệ đặt tại địa chỉ số 01 Đường Điện Biên Phủ, Phường Vĩnh Ninh, Thành phố Huế, tỉnh Thừa Thiên Huế.
- Khoa Quốc tế
- Khoa Giáo dục thể chất

### Phân hiệu Đại học Huế tại Quảng Trị
- Hình thành: Ngày 03/5/2006, Bộ trưởng Bộ Giáo dục và Đào tạo đã ký quyết định số 2155/QĐ-BGD&ĐT thành lập Phân hiệu Đại học Huế tại Quảng Trị trên cơ sở Văn phòng đại diện Đại học Huế tại Quảng Trị được thành lập từ năm 2005 do Giám đốc Đại học Huế ký quyết định.
- Địa chỉ: đường Điện Biên Phủ - phường Đông Lương – Thành phố Đông Hà – Tỉnh Quảng Trị.
- Cổng thông tin: Phân hiệu Đại học Huế tại Quảng Trị

### Viện đào tạo, nghiên cứu trực thuộc
- Viện Đào tạo mở và Công nghệ thông tin
- Viện Chuyển đổi số và Học liệu
- Viện Nghiên cứu phát triển kinh tế - xã hội
- Viện Khảo thí và Bảo đảm chất lượng giáo dục.

### Viện nghiên cứu thành viên và đào tạo sau Đại học
- Viện Công nghệ sinh học

### Trung tâm
- Trung tâm Giáo dục quốc phòng và An ninh
- Trung tâm Phục vụ sinh viên
- Trung tâm khởi nghiệp và đổi mới sáng tạo

### Các đơn vị phục vụ đào tạo và nghiên cứu
- Tạp chí khoa học
- Nhà xuất bản Đại học Huế
- Bệnh viện trường Đại học y dược

## Kế hoạch và mục tiêu
- Mục tiêu của Đại học Huế là sớm trở thành Đại học Quốc gia thứ ba của Việt Nam. Bộ chính trị Đảng Cộng sản Việt Nam đã thống nhất đưa Đại học Huế trở thành Đại học Quốc gia Huế trong thời gian tới, trong Nghị quyết 54 (54-NQ/TƯ) về xây dựng Thừa Thiên Huế, Bộ chính trị đã nêu rõ [17]
- Trong Nghị quyết 54 Bộ chính trị đã chỉ đạo Ban Kinh tế Trung ương chủ trì, phối hợp với các cơ quan liên quan thường xuyên theo dõi, giám sát, kiểm tra, đôn đốc việc triển khai thực hiện Nghị quyết; định kỳ sơ kết, tổng kết, báo cáo Bộ Chính trị, Ban Bí thư.
- Toàn thể hơn 4000 giảng viên, nhân viên Đại học Huế đang tích cực nghiên cứu, bồi dưỡng, giảng dạy... cùng đoàn kết sớm đưa Đại học Huế thành Đại học Quốc gia Huế